# Skolattack
Skolattack eller skoldåd är ett planerat våldsdåd riktat mot flera personer vars gemensamma nämnare är att de går i eller befinner sig på eller vid en skola. Det benämns även skolskjutning (från engelskans school shooting) om skjutvapen används eller skolmassaker om många människor blir dödade. Skolmassakrer innefattar vanligen skjutvapen. De flesta skolmassakrer har skett i USA men även i andra länder såsom Kanada, Tyskland, Israel, Sverige, Finland och Nigeria.
Skolmassakern i Bath i delstaten Michigan den 18 maj 1927 är den skolmassaker i USA som krävt flest liv: 45 människor döda. Den mest uppmärksammade skolmassakern är Columbine-massakern som skedde i Jefferson County nära Littleton i Colorado den 20 april 1999 som namngav, och delvis skildrades i, den vapenkritiska dokumentären Bowling for Columbine.

## Sverige
- Skottdramat i Kungälv, 1 dödad (4 mars 1961). Den 17-årige Conry Andersson sköt omkring 15 skott in bland eleverna på en skoldans i Kungälvs läroverk, sedermera högstadieskolan Thorildskolan. Sju ungdomar skadades, varav den 18-årige Per Håkan Altvall så allvarligt att han senare avled.
- Knivmordet på Svartedalsskolan i Göteborg, 1 dödad (13 december 1979). En 39-årig tillsynslärare knivhöggs till döds av en berusad 15-åring då han skulle avvisa denne från skolan.[2][3]
- Dödsskjutningen av en 16-årig pojke på Bromma gymnasium (18 januari 2001).[4]
- Knivdådet på Västermalms gymnasium i Sundsvall, 1 dödad (25 oktober 2001). En elev knivskar två klasskamrater och hade för avsikt att skada fler. En flicka dog.[5]
- Malmö, ingen dödad (2004). En planerad attack mot en skola kunde stoppas och den misstänkte 16-åringen som planerade att massakrera klasskamrater kunde gripas.[6]
- Skolattacken i Trollhättan (22 oktober 2015), 4 dödade inklusive gärningsmannen. Attacken var ett hatbrott mot invandrare och ägde rum på grundskolan Kronan. En 21-årig man attackerade mörkhyad skolpersonal och elever med ett svärd och en kniv. En elevassistent dödades på plats och en elev och en lärare avled senare på sjukhus på grund av sina skador. Gärningsmannen blev skjuten av polisen och avled.
- Knivmordet på Göingeskolan i Broby (11 januari 2016). En 14-årig elev mördade en 15-årig elev. Motivet var hämnd.[7]
- En 17-årig elev vid Enskede gårds gymnasium i södra Stockholm avled efter att ha knivskurits av en 16-årig elev. En till elev blev skadad. (13 december 2017)[8]
- En 25-årig man går till attack med yxa och kniv vid Peder Skrivares skola i Varberg. En elev skadas. (28 januari 2021)[9]
- En 15-årig maskerad pojke knivhögg en lärare i Källebergsskolan, Eslöv, som skadades allvarligt. Polis ansåg sig tvungna att avlossa ett varningsskott. [10] Pojkens motiv var antimuslimskt. (19 augusti 2021)[11]
- En 16-årig pojke, som var god vän till gärningspersonen i Eslöv, anföll en lärare och en elev i en knivattack på NTI-gymnasiet i Kristianstad. (10 januari 2022)[12]
- En 18-årig elev dödade två kvinnliga lärare i 50-årsåldern i en knivattack på Malmö latinskola i Malmö. (21 mars 2022)[13]
- Skolskjutningen i Örebro (4 februari 2025): Ett tiotal personer döda efter en skjutning på komvuxskolan Campus Risbergska i Örebro.[14][15]

### Rutiner och utbildning
Efter flera skolskjutningar i andra länder har den svenska polismyndigheten infört nya rutiner, inspirerade av den kanadensiska metoden active shooter protocol (skjutning pågår), som går ut på att snabbt lokalisera, konfrontera och minimera skadeutfallet. Nya fortbildningsplaner antogs 2005 och 2012 varefter poliser började utbildas i de nya rutinerna med mer verklighetsnära övningar.

### Orsaker
Historiskt har grova våldshändelser i Sverige handlat om unga män, som vill känna tillhörighet och vill ha ett sammanhang, på något sätt har blivit avvisande från någon typ av aktivitet. Ett sätt att motverka att våldsdåd sker är att se till att varje individ känner sammanhang.

## Kända skolmassakrer och skolattacker i övriga länder
- Skolmassakern i Bremen, Tyskland, 5 dödade (1913)
- Bath School-massakern, USA, 45 dödade (1927)
- Skolmassakern i Köln, Tyskland, 10 dödade (1964)
- Cleveland Elementary School-skjutningen i San Diego, USA, 2 döda (1979). Se sången I Don't Like Mondays.
- Skolmassakern i Eppstein, Tyskland 5 dödsoffer (1983)
- École Polytechnique-massakern, Kanada, 14 dödade (1989)
- Århusmassakern, Danmark, 3 dödade (1994)
- Dunblanemassakern, Storbritannien, 17 dödade (1996)
- Jonesboro-massakern, USA, 5 dödade (1998)
- Skottdramat på Thurston High, USA, 2 dödade (1998)
- Columbinemassakern, USA,  13 dödade (1999)
- Erfurtmassakern, Tyskland, 16 dödade (2002)
- Red Lake-massakern, USA, 7 dödade (2005)
- Skottdramat på Dawson College, Kanada, 1 dödad (2006)
- Skottdramat på West Nickel Mines School, USA, 6 dödade (mot amisher, 2 oktober 2006)
- Skolmassakern på Virginia Tech, USA, 32 dödade (2007)
- Massakern på Jokelaskolan, Finland, 8 dödade (2007)
- Skolmassakern i Kauhajoki, Finland, 11 dödade (2008)
- Skolmassakern i Winnenden, Tyskland, 16 dödade (2009)
- Massakern i Newtown, USA, 27 dödade (2012)
- Al-Shababs terrorattentat i Garissa, Kenya, 148 dödsoffer plus 4 gärningsmän (2015)
- Skolmassakern i Kertj, Krim, 20 dödade (2018)
- Skolskjutningen i Parkland, Florida, USA, 17 dödade (2018)
- Skolskjutningen i Uvalde, Texas, USA, 21 dödade (2022)
- Skolskjutningen i Vračar, Belgrad, Serbien, 9 dödade (2023)
- Skolskjutningen i Prag 2023. Tjeckien, 15 dödade (2023)

## Filmer om skolmassakrer
- Bowling for Columbine, film från 2002 av Michael Moore.
- Heart of America, film från 2002 av Uwe Boll.
- Duck! The Carbine High Massacre, film från 1999 av William Hellfire och Joey Smack.
- Bang, Bang, You're Dead, film från 2002 av Guy Ferland.
- Zero Day, film från 2003 av Ben Coccio.
- Elephant, av Gus Van Sant, som vann guldpalmen i Cannes 2003 för filmen.
- Dawn Anna, film från 2005 av Arliss Howard.
- Klass, film från 2007 av Ilmar Raag.
- Polytechnique, film från 2009 av Denis Villeneuve

### Fotnoter
1. ↑   massaker i Nationalencyklopedins nätupplaga.
2. ↑  Riksdagens protokoll 1979/80:53 (13-14 december 1979)
3. ↑  Maja Nilsson (24 oktober 2015). ”"Glöm inte skolattacken 1979"”. Strömstads Tidning. https://www.stromstadstidning.se/nyheter/gl%C3%B6m-inte-skolattacken-1979-1.2117831. Läst 29 oktober 2015.
4. ↑  David Isaksson, Mordet i Bromma gymnasium 2001 Arkiverad 8 december 2015 hämtat från the Wayback Machine., ur "handbok i kriskommunikation", Krisberedskapsmyndigheten 2006
5. ↑  ”Elever svårt knivskurna på skola - ung kvinna död”. Aftonbladet. 25 oktober 2001. https://www.aftonbladet.se/nyheter/a/4d7mXg/elever-svart-knivskurna-pa-skola-ung-kvinna-dod.
6. ↑  ”16-åring planerade skolmassaker”. Sydsvenskan. 25 maj 2004. https://www.sydsvenskan.se/2004-05-24/16-aring-planerade-skolmassaker.
7. ↑  ”15 årige Arnas mördare döms till tvångsvård”. Expressen. 18 mars 2016. https://www.expressen.se/kvallsposten/arminas-15-mordare-doms-till-tvangsvard/. Läst 9 juni 2021.
8. ↑  ”17-årig dömd för knivmordet på Mahmoud Alizade”. Aftonbladet. 6 juli 2018. https://www.aftonbladet.se/nyheter/a/gPAlPB/17-aring-domd-for-knivmordet-pa-mahmoud-alizade. Läst 9 juni 2021.
9. ↑  Palmgren, Anna; Röök Svalander, Ida (28 januari 2021). ”Beväpnad man gick in på skolgård i Varberg – elev skadad”. SVT Nyheter. https://www.svt.se/nyheter/lokalt/halland/knivbevapnad-man-gick-in-pa-skolgard-elev-skadad. Läst 26 maj 2022.
10. ↑  ”Polis avlossade skott vid ingripande på skola – 15-årig pojke gripen”. SVT. 19 augusti 2021. https://www.svt.se/nyheter/lokalt/skane/en-person-gripen-pa-skola-i-eslov. Läst 19 augusti 2021.
11. ↑  ”15-åringen: ”Jag har ganska radikala åsikter, men ingen verkar lyssna””. Sydsvenskan. 18 oktober 2021. https://www.sydsvenskan.se/2021-10-18/15-aringen-i-eslov-jag-har-ganska-radikala-asikter-men-ingen-verkar-lyssna.
12. ↑  ”Misstänkte 16-åringen planerade skoldådet”. Expressen. https://www.expressen.se/kvallsposten/krim/pojke-begars-haktad-for-skoldadet-i-kristianstad/. Läst 13 januari 2022.
13. ↑  ”Gärningsman greps – tio minuter efter skolattacken”. Aftonbladet. https://www.aftonbladet.se/nyheter/a/OrAjmk/polisen-om-skolattacken-pa-malmo-latin. Läst 22 mars 2022.
14. ↑  SVT Nyheter (4 februari 2025). ”Tiotal döda i skolskjutning Campus Risbergska skolan i Örebro”. SVT Nyheter. https://www.svt.se/nyheter/lokalt/orebro/stor-polisinsats-i-orebro-r77xx0. Läst 4 februari 2025.
15. ↑  ”04 februari 12.33, Skottlossning, Örebro”. Polisen i Sverige. 4 februari 2025. https://polisen.se/aktuellt/handelser/2025/februari/4/04-februari-12.33-skottlossning-orebro/. Läst 4 februari 2025.
16. ↑  ”Så förbereder sig svenska poliser inför hotet om skolskjutningar”. Expressen. 20 mars 2010. https://www.expressen.se/nyheter/inloggad/sa-forbereder-sig-svenska-poliser-infor-hotet-om-skolskjutningar/.
17. ↑  ”Britta Svensson: Hur stoppar man en massmördare”. Expressen. 5 augusti 2011. https://www.expressen.se/kronikorer/britta-svensson/britta-svensson-hur-stoppar-man-en-massmordare/.
18. ↑  ”Magnus Ranstorp: Aldrig mer 22 juli”. svenskatal.se. 29 december 2012. Arkiverad från originalet den 26 oktober 2017. https://web.archive.org/web/20171026054039/http://www.svenskatal.se/20111003-magnus-ranstorp-aldri-mer-22-juli/. Läst 18 januari 2016.
19. ↑  Björklund, Andreas (6 november 2015). ”Poliser tränas för skolattacker”. Sveriges Television. http://www.svt.se/nyheter/inrikes/poliser-tranas-for-skolattacker. Läst 6 november 2015.
20. ↑  Sofia Wikman Arkiverad 16 maj 2022 hämtat från the Wayback Machine., docent i Kriminologi i "Morgonekot: starta dagen med morgonens viktigaste nyheter" (mp3 Arkiverad 23 mars 2022 hämtat från the Wayback Machine.) (vid 1m45s) , Morgonekot (kl 8), Sveriges Radio, 23 mars 2022.